# Synod mediolański

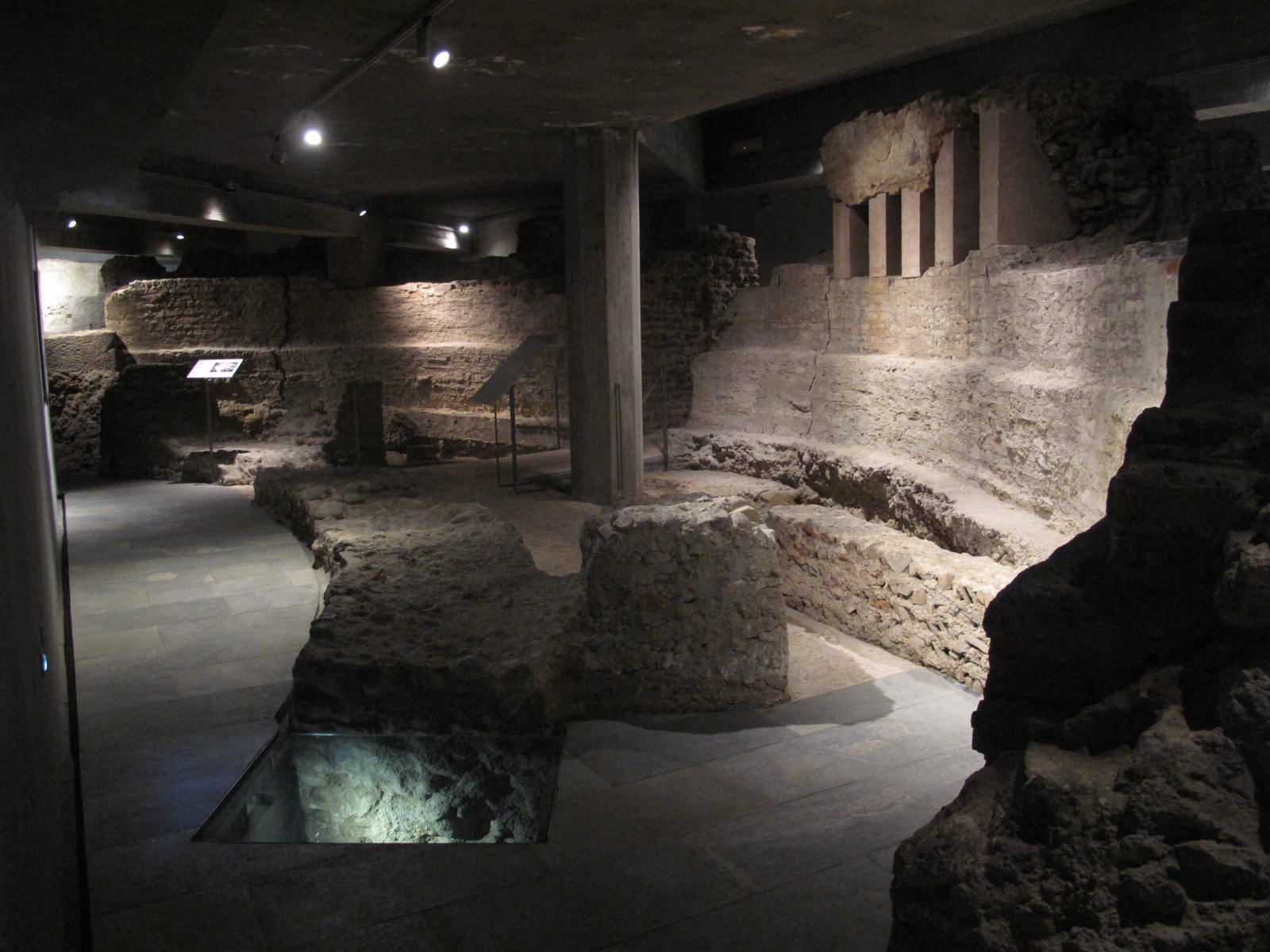
Ruiny bazyliki, w której odbył się synod

Synod mediolański – synod biskupów chrześcijańskich, jaki odbył się w Mediolanie w 355 r.

## Przebieg synodu w 355
Ortodoksyjny biskup Lucyfer z Cagliari został wydelegowany przez papieża Liberiusza, aby poprosić cesarza Konstancjusza II o zwołanie synodu dla zajęcia się oskarżeniami arian przeciwko św. Atanazemu i jego wcześniejszym potępieniem. Synod odbył się w Mediolanie w bazylice nowej.
Synod jednak nie spełnił nadziei papieża. Z powodu dużej liczby obecnych na nim biskupów ariańskich i początkowej wymuszonej nieobecności obrońcy nicejskiego credo Euzebiusza z Vercelli. Bp Lucyfer bronił Atanazego używając bardzo mocnego języka, co dało pretekst biskupom ariańskim do ponownego potępienia Atanazego.
Biskup Mediolanu, Dionizy, był początkowo skłonny do poparcia arian. Wraz z przybyciem Euzebiusza sytuacja się zmieniła: Euzuebiusz zażądał natychmiastowego podpisania credo nicejskiego przez biskupów. Euzebiusz, Lucyfer i Dionizy podpisali, jednak ariański biskup Valens z Murcji gwałtownie podarł pismo. Cesarz Konstancjusz przeniósł synod do własnego pałacu i ostro potraktował Lucyfera, Euzebiusza i Dionizego, a na koniec wygnał ich. Synod został opanowany całkowicie przez arian i przyjął ariańskie sformułowania.

## Inne synody w Mediolanie
W Mediolanie odbyły się także synody w 345, 389, 451 i 860 r.